# Дочь Бреста
«Дочь Бреста» (фр. La Fille de Brest) — французская кинодрама 2016 года, поставленная режиссёром Эмманюэль Берко по книге Ирен Фрашон «Медиатор 150 мг: сколько мертвых?». Был показан в разделе «Специальные презентации» на Международном кинофестивале в Торонто в 2016 году.

## Сюжет
Ирен Фрашон работает пульмонологом в университетской больнице Бреста. Она обнаруживает, что Медиатор, препарат который продается в течение тридцати лет, имеет серьезные побочные эффекты и может быть причиной ряда подозрительных смертей. Она решает донести правду до средств массовой информации, но не подозревает, с которыми подводными камнями столкнуться. Поддержана только исследователем Антуаном Ле Бийо, Ирен начала борьбу с компанией, которая продает наркотики. Борьбу сложную, особенно, когда её начальство не желает обидеть компанию, которая финансирует исследования…

## В ролях
| Актёр                | Роль                          |
| -------------------- | ----------------------------- |
| Сидсе Бабетт Кнудсен | Ирен Фрашон                   |
| Бенуа Мажимель       | Антуан ле Бийо                |
| Шарлотта Лемель      | Патош, медсестра              |
| Жиль Третон          | Жиль Третон                   |
| Лара Нейман          | Анн Жуа, журналистка «Figaro» |